# Ruine Hohenbodman
Die Ruine Hohenbodman ist die Ruine einer Höhenburg bei 658 Meter über NN über der Linzer Aach nördlich von Überlingen im Ortsteil Hohenbodman der Gemeinde Owingen im Bodenseekreis in Baden-Württemberg.

## Geschichte
Die Burg wurde Ende des 11. Jahrhunderts von den Herren von Bodman erbaut und im 13. Jahrhundert erwähnt. Sie war später Pfandobjekt des Hochstifts Konstanz. Die Burg wurde zwischen 1479 und 1481 renoviert und ging 1507 in den Besitz des Vogts der Reichsstadt Überlingen. Im Dreißigjährigen Krieg wurde sie 1642 von Konrad Widerholt eingenommen und niedergebrannt. Nur der Turm entging der Zerstörung.
Bis 1971 blieb der 37 Meter hohe Bergfried im Besitz der Stadt Überlingen, ehe er für symbolische 661 DM der Gemeinde Owingen übergeben wurde. Der Turm, der außen einen Umfang von 28 Meter und innen einen Durchmesser von gut 2,5 Meter hat, wurde 1976 und zwischen 1996 und 1999 durch die Gemeinde aufwändig und kostenintensiv gesichert und saniert. Auch wurde nachträglich auf dem denkmalgeschützten Turm eine Ziegeleindeckung angebracht, die jedoch nach einigen Jahren erneuerungsbedürftig war und mit Mitteln des Denkmalförderprogramms 2011 des Landes Baden-Württemberg durch eine Kupferdeckung ersetzt wurde.

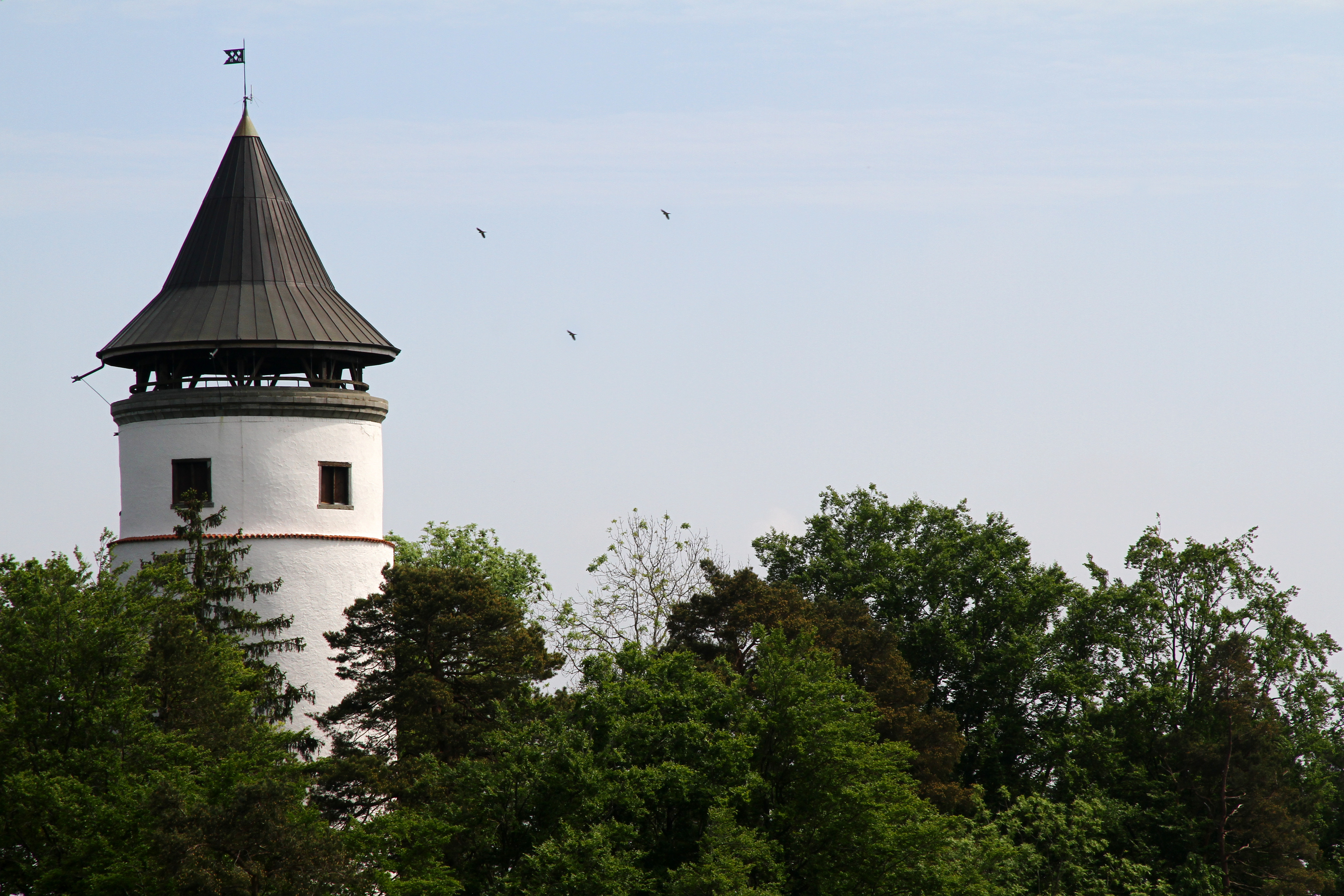

Heute dient das Wahrzeichen und Aushängeschild der Gemeinde als Aussichtsturm sowie prägende Landmarke. Der Turm bietet einen Rundblick über das Salemer Tal, den Bodensee und bei guter Sicht ein Alpenpanorama.